# Gesteck

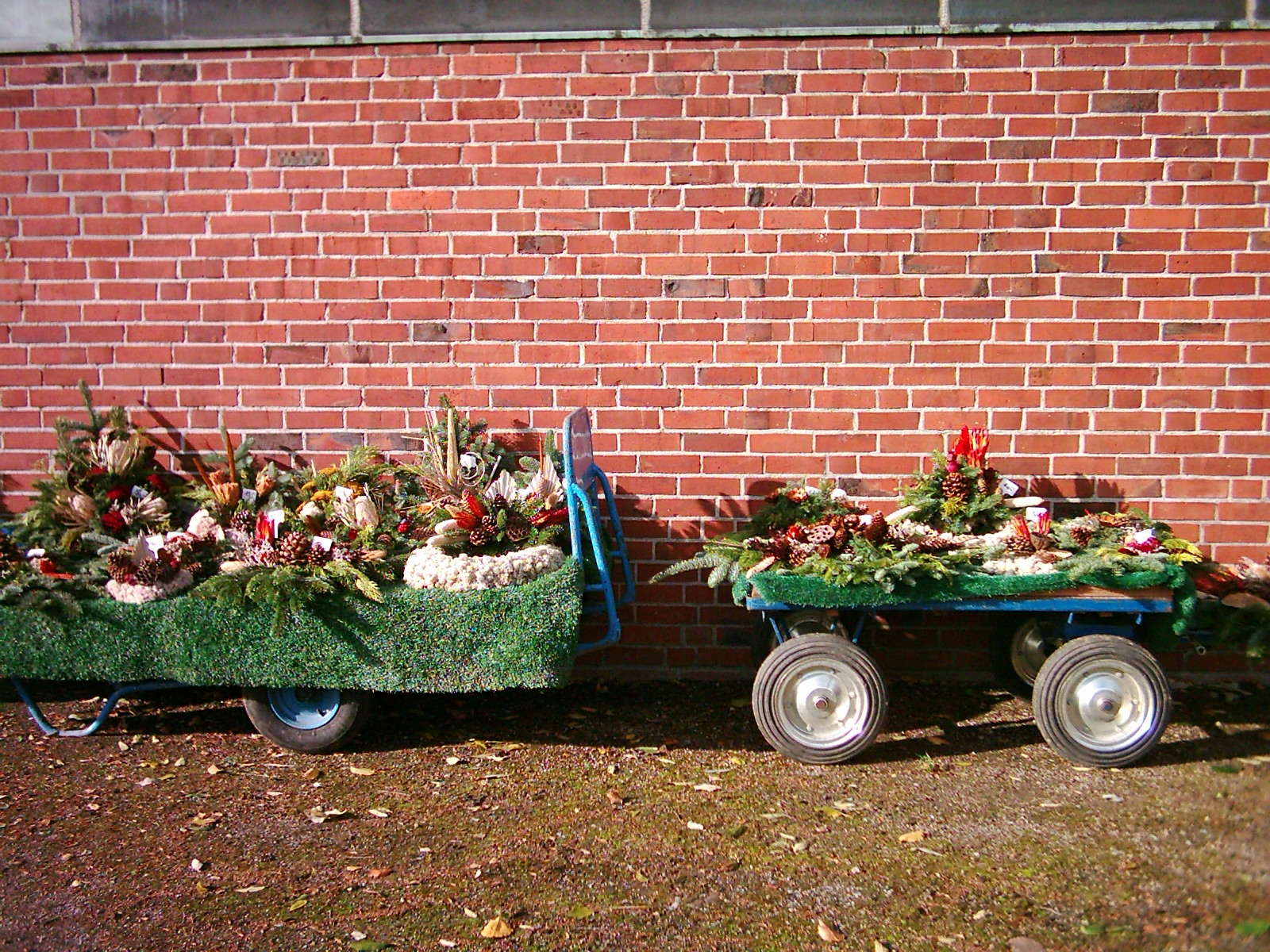
Gestecke und Kränze als Grabschmuck

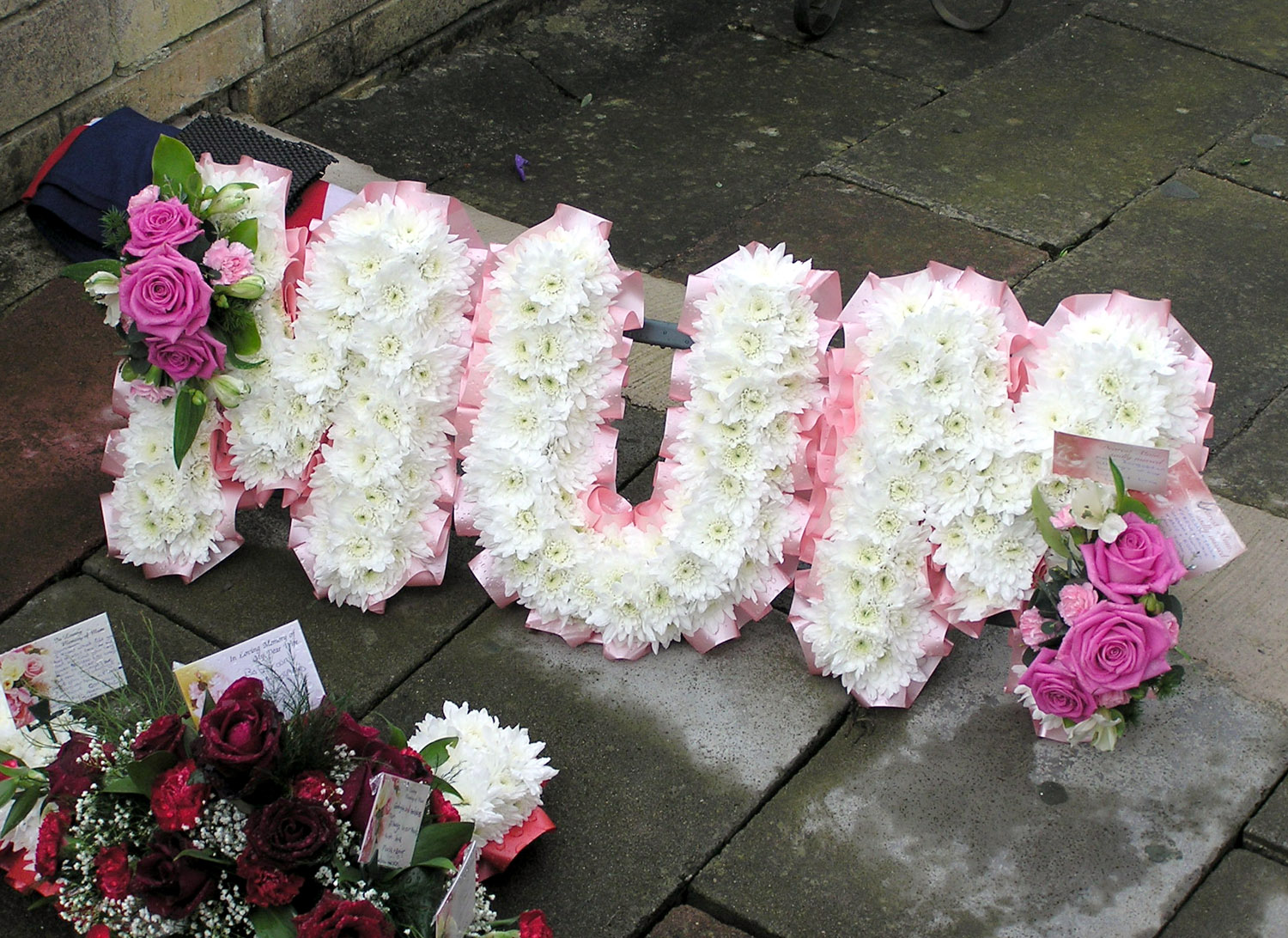
Gesteck aus frischen Blumen aus Anlass eines Begräbnisses

Ein Gesteck ist ein floristisches Schmuckteil. Es gibt reine Blumengestecke, gemischte oder auch Gestecke, die ausschließlich aus nichtblühenden Pflanzen und anderen Materialien bestehen. Die im Handel erhältlichen Gestecke variieren je nach der Jahreszeit. Auch werden speziell im November zu den christlichen Gedenktagen an die Verstorbenen (Allerheiligen, Allerseelen, Totensonntag) Gestecke als Grabschmuck angeboten.  
Um Gestecke anzufertigen, benötigt man Steckmaterial. Dazu zählt unter anderem 
- Knetmasse
- Kunststoffteile, Blumensteckschaum oder andere Steckkerne und sogenannte „Metalligel“
- Polstermoos
- Steckdraht, einen dünnen Draht zur Stabilisierung.

Als weitere Ein- und Aufsteckgrundlage werden oft kleine Körbe, Blumentöpfe (bevorzugt aus Terrakotta) sowie Gefäße aller Art wie Pokale, Krüge, Vasen etc. verwendet. Das Steckmaterial reicht von frischen Blumen über getrocknete Blumen und Gräser bis zu Wurzeln, Zweigen und Tannenzapfen oder anderen natürlichen Materialien. Der Adventskranz ist eine Mischung zwischen Kranz und Gesteck.
Das florale Gestalten unter Anwendung dekorativer Gestaltungselemente, wie Gestecke zu besonderen Anlässen (Hochzeit, Beerdigung etc.), ist auch Bestandteil der Ausbildung zum Floristen.

## Beispiele

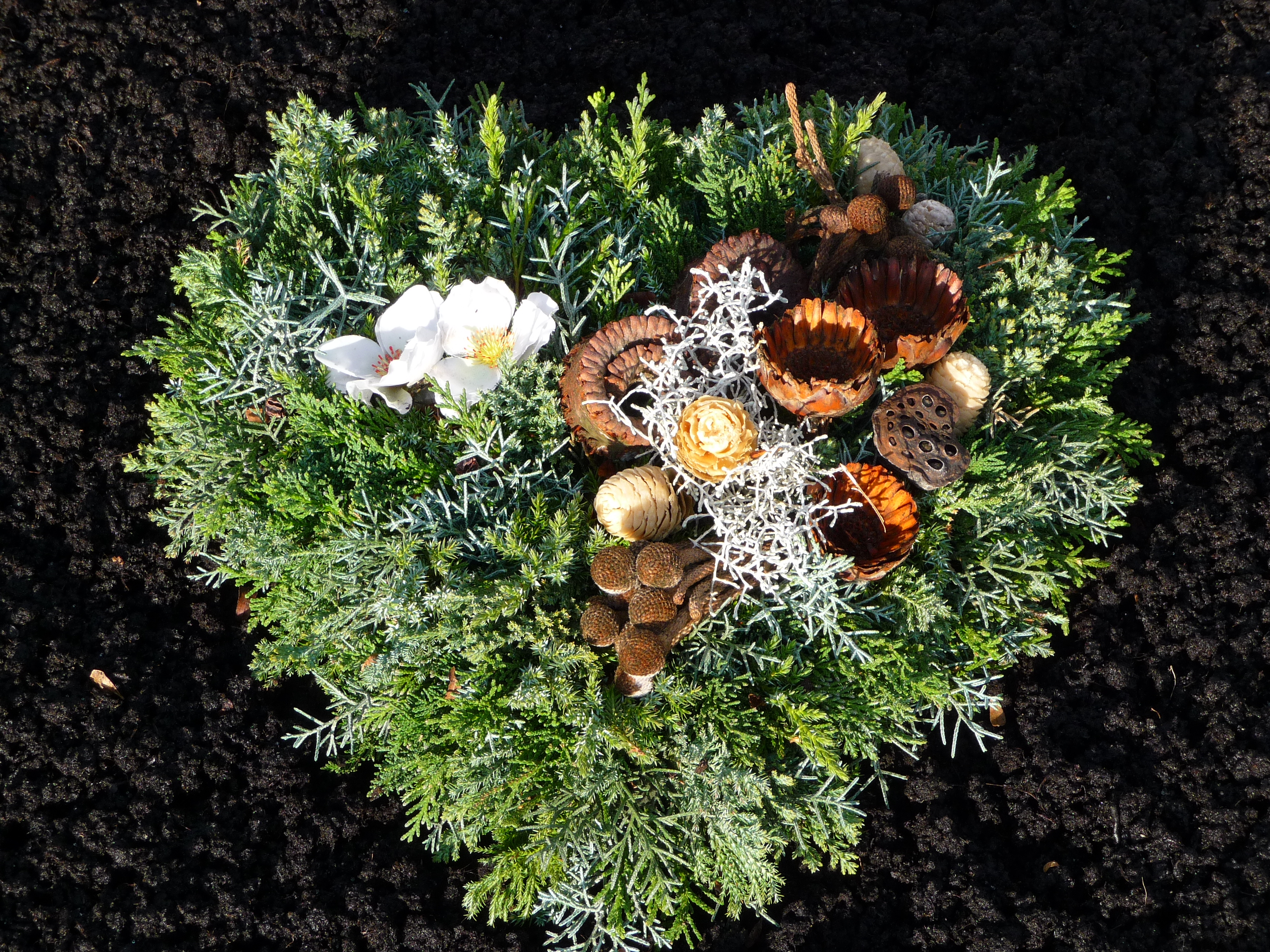
Grabschmuck in Herzform
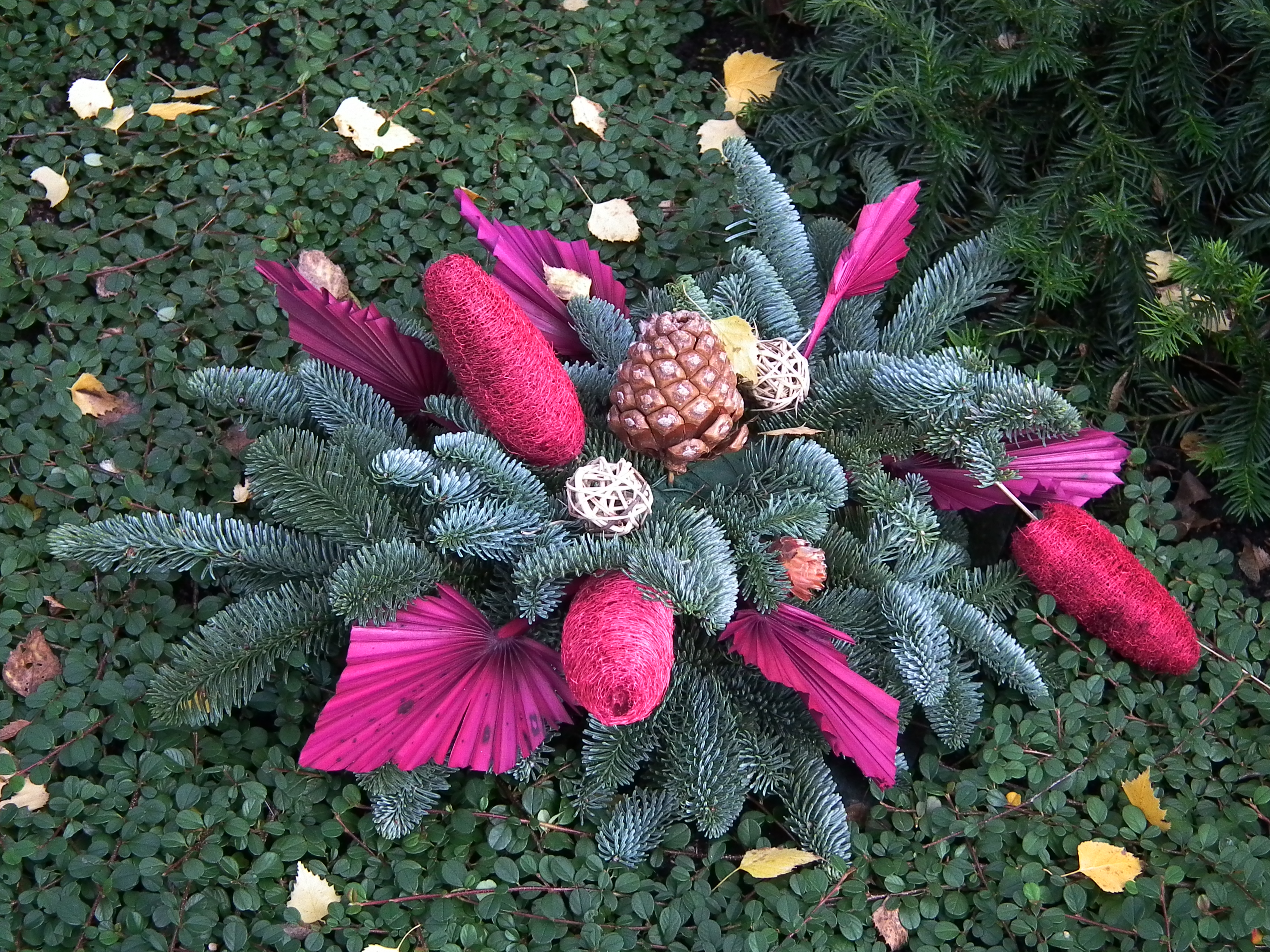
Typisches Grabgesteck zu Allerheiligen
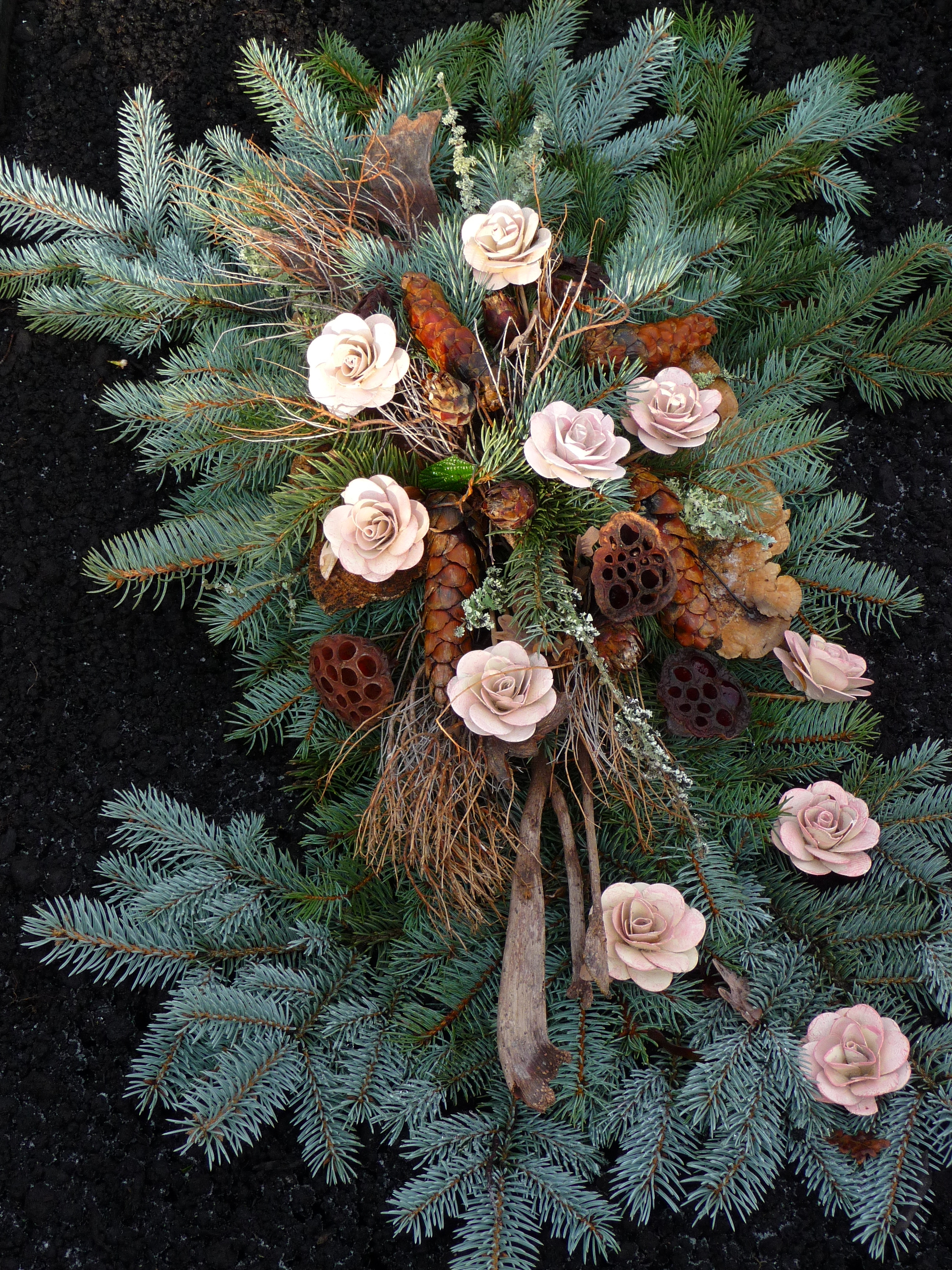
Grabschmuck
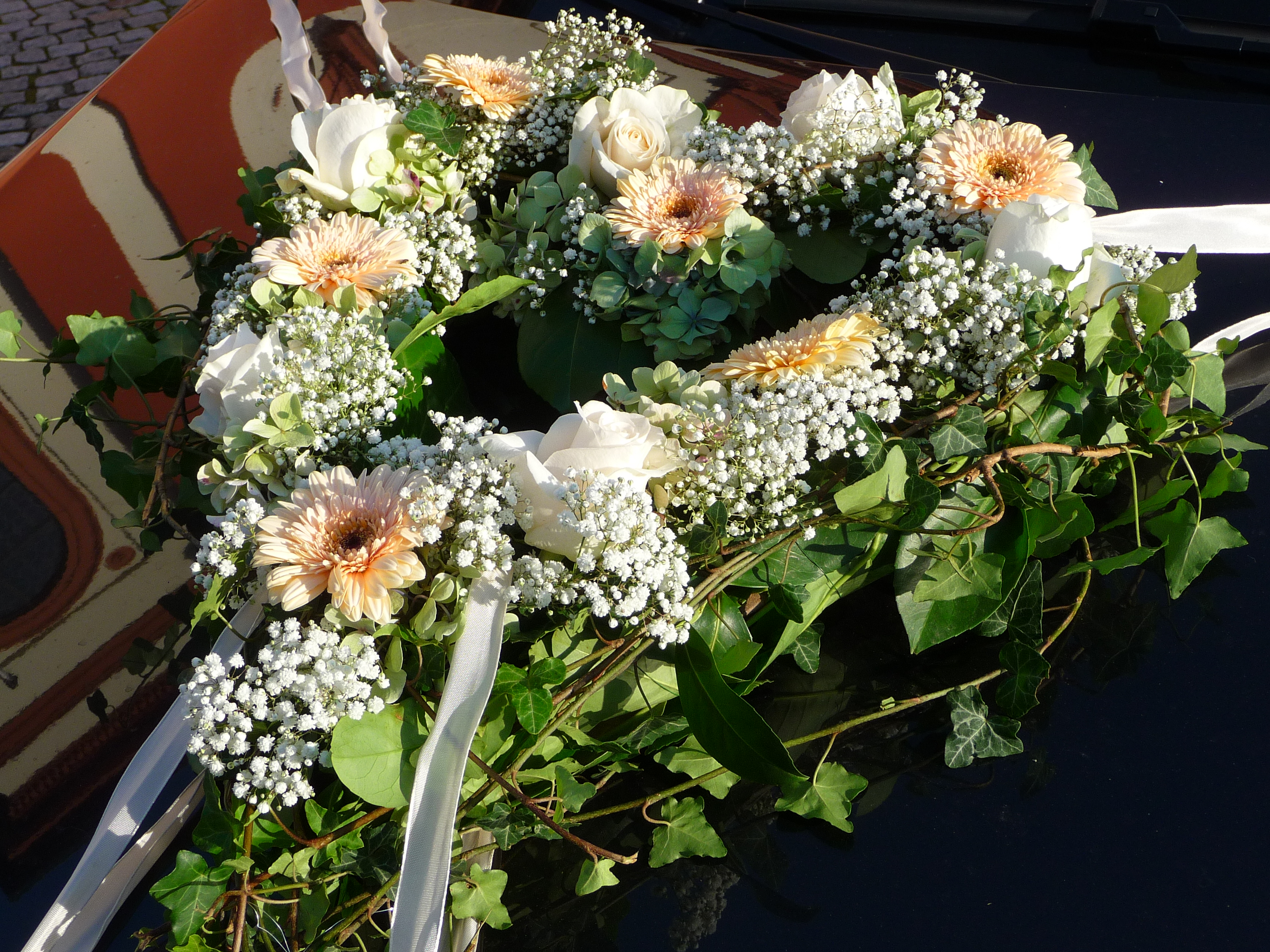
Blumenschmuck in Herzform auf Hochzeitsauto
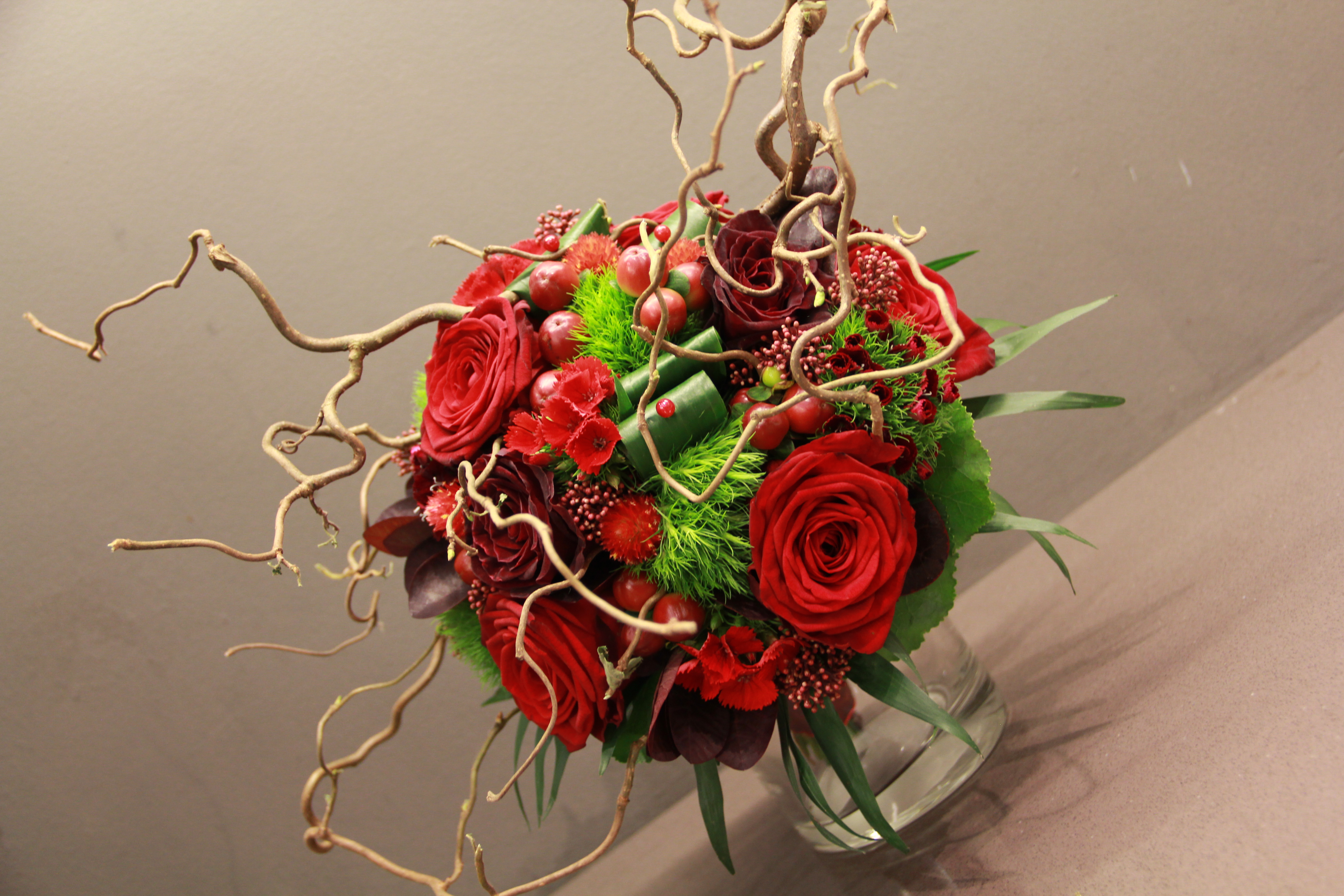
Gestecke
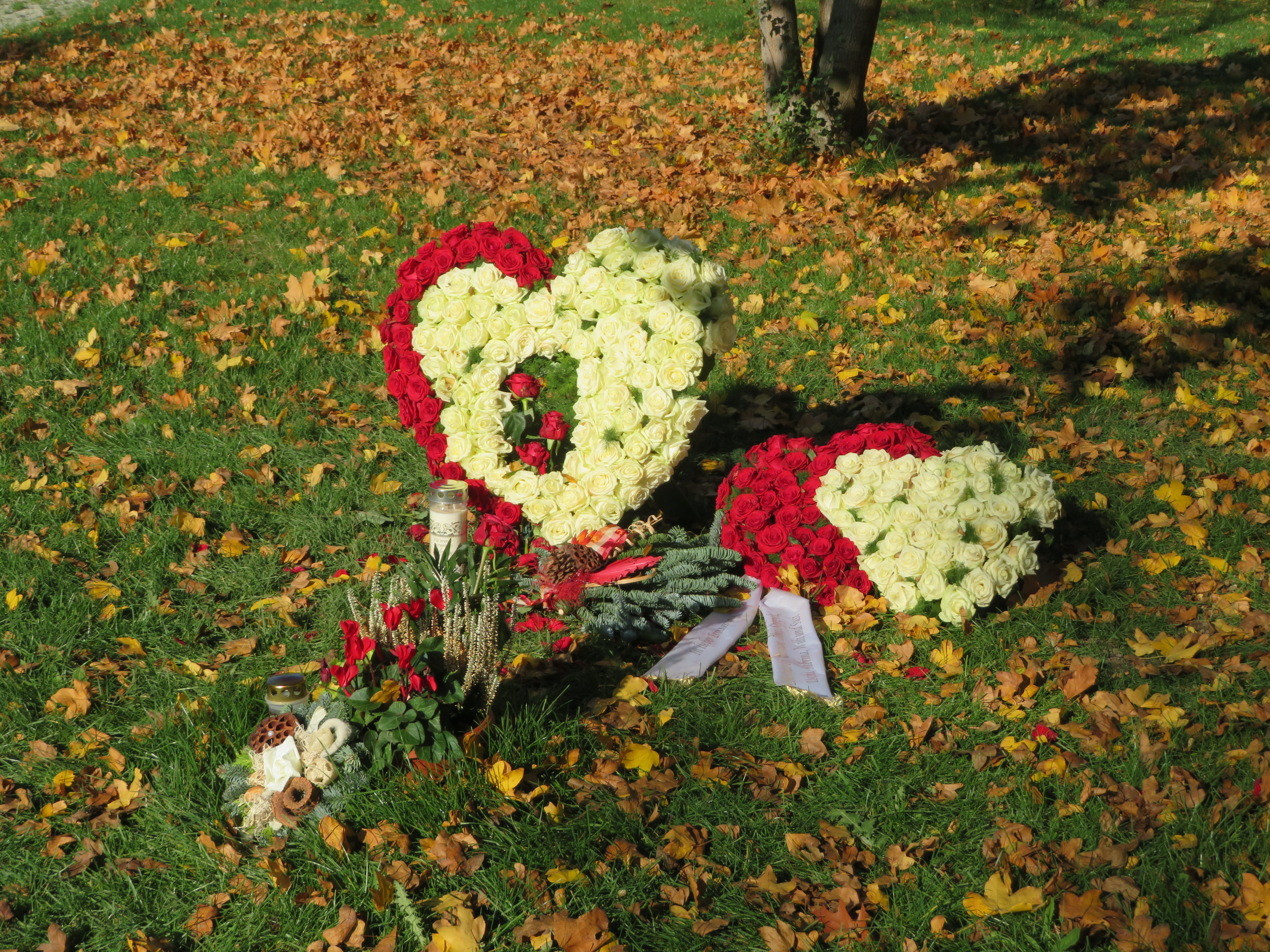
Herzförmige Blumengestecke in einem Friedwald